# ۶۶۲ (میلادی)
۶۶۲ (میلادی) ششصد و شصت و دومین سال تقویم میلادی است.

## رویدادها
- پیروزی امپراتوری گوگوریو در نبرد ساسو

## درگذشتگان
‎